# تاک شوی صبح یکشنبه
تاک شویصبح یکشنبه برنامه تلویزیونی با فرمت ترکیبی خبر/تاک شو/مسایل عمومی است که یکشنبه صبح‌ها پخش می‌شود. این نوع برنامه از آمریکا نشأت گرفته و زان پس در کشورهای دیگر هم مورد استفاده قرار گرفته‌است.

## در کشورهای مختلف

### آمریکا

#### «پنج برنامهٔ بزرگ» انگلیسی زبان
از زمان تأسیس فاکس نیوز در ۱۹۹۶، عموماً پنج برنامهٔ گفتگوی اصلی صبح یکشنبه در این گونه پوشش رسانه‌ای شناخته شده‌اند:
| برنامه            | مجری             | شبکه              | آغاز | تکرارها              |
| ----------------- | ---------------- | ----------------- | ---- | -------------------- |
| میت ده پرس        | چاک تاد          | ان‌بی‌سی            | ۱۹۴۷ | ام‌اس‌ان‌بی‌سی، سی‌ان‌بی‌سی |
| فیس ده نیشن       | مارگارت برنن     | سی‌بی‌اس            | ۱۹۵۴ |                      |
| ده ویک            | جرج استفاناپولوس | ای بی سی          | ۱۹۸۱ | رادیو ای‌بی‌سی نیوز    |
| فاکس نیوز یکشنبه  | کریس والاس       | شبکه رسانه‌ای فاکس | ۱۹۹۶ | فاکس نیوز            |
| استیت آو ده یونین | جیک تپر          | سی‌ان‌ان            | ۲۰۰۹ |                      |